# خالد القحطانی
خالد القحطانی (عربی: خالد علي ناصر القحطاني؛ زادهٔ ۱۶ فوریهٔ ۱۹۸۵) بازیکن فوتبال اهل کویت بود.
از باشگاه‌هایی که در آن بازی کرده‌است می‌توان به باشگاه ورزشی القادسیه کویت و باشگاه فوتبال الهلال اشاره کرد.
وی همچنین در تیم ملی فوتبال کویت بازی کرده‌است.